# جان فيليب
جان فيليب (بالتشيكية: Jan Filip)‏ (6 مارس 1994 بالتشيك - ) هو لاعب كرة قدم تشيكي في مركز الدفاع. شارك مع منتخب التشيك تحت 17 سنة لكرة القدم ومنتخب التشيك تحت 19 سنة لكرة القدم. أما مع النوادي، فقد لعب مع نادي تيبليتسه وFK Varnsdorf ‏.

## وصلات خارجية
- جان فيليب على موقع الاتحاد التشيكي (الإنجليزية)
- جان فيليب على موقع قاعدة بيانات كرة القدم.إي يو (الإنجليزية)
- جان فيليب على موقع Soccerway.com (الإنجليزية)